# A Georgia Wedding
A Georgia Wedding è un cortometraggio del 1909 diretto da George D. Baker. Il film fu sceneggiato da Van Dyke Brooke.

## Trama
Trama di Moving Picture World synopsis in (EN)  su IMDb

## Produzione
Il film fu prodotto dalla Vitagraph Company of America.

## Distribuzione
Distribuito dalla Vitagraph Company of America, il film - un cortometraggio di 128 metri -  uscì nelle sale cinematografiche statunitensi il 31 luglio 1909.
Nelle proiezioni, veniva programmato con il sistema dello split reel, accorpato in un'unica bobina con un altro cortometraggio prodotto dalla Vitagraph, The Artist's Revenge.